# تحليل التجارب السريرية

## تحليل التجارب السريرية

### يتضمن تحليلالتجارب السريريةالعديد من الموضوعات ذات الصلة بما في ذلك
- اختيار تقدير (قياس حجم التأثير) للفائدة يرتبط ارتباطًا وثيقًا بأهداف التجربة،
- اختيار وتعريف مجموعات التحليل،
- اختيار نموذج إحصائي مناسب لنوع البيانات التي تتم دراستها،
- المحاسبة المناسبة لعملية تعيين العلاج،
- معالجة البيانات الناقصة،
- التعامل مع المقارنات المتعددة أو نقاط النهاية،
- محاسبة التحليلات المؤقتة والتكيف التجريبي،
- وعرض البيانات المناسبة.

كما تعامل وثيقة توجيهية أساسية حول هذا الموضوع وهي المؤتمر الدولي لتنسيق المتطلبات الفنية لتسجيل الأدوية من أجل الاستخدام البشري 

## اختيار مجموعة التحليل
قد يؤدي عدم تضمين جميع المشاركين في التحليل إلى تحيز نتائج التجربة. ومع ذلك، فإن معظم التجارب لا تعطي بيانات مثالية. قد تحدث "انتهاكات البروتوكول" ، مثل عندما لا يتلقى المرضى التدخل الكامل أو التدخل الصحيح أو يتم تخصيص عدد قليل من المرضى غير المؤهلين بشكل عشوائي عن طريق الخطأ. على الرغم من حقيقة أن معظم التجارب السريرية يتم التخطيط لها بعناية، يمكن أن تحدث العديد من المشاكل أثناء إجراء الدراسة. بعض الأمثلة هي كالتالي:
- يتم تضمين المرضى الذين لا يستوفون معايير الاشتمال و / أو الاستبعاد في التجربة،
- يتم اختيار المريض بشكل عشوائي للعلاج أ، ولكن يتم علاجه بالعلاج ب
- بعض المرضى يتركون الدراسة
- بعض المرضى غير متوافقين، أي لا تتناول أدويتهم وفقًا للتعليمات.

## كما يعامل
يحتوي التحليل المعامل على فكرة عامة لمقارنة الموضوعات بنظام العلاج الذي تلقوه. لا يعتبر العلاج الذي تم تعيينه للعلاج.

## نية للعلاج
نية لعلاج التحليل
توفر التجارب السريرية العشوائية التي تم تحليلها من خلال نهج نية العلاج (ITT) مقارنات عادلة بين مجموعات العلاج لأنها تتجنب التحيز المرتبط بالخسارة غير العشوائية للمشاركين. مبدأ ITT الأساسي هو أنه يجب تحليل المشاركين في التجارب في المجموعات التي تم اختيارهم بشكل عشوائي، بغض النظر عما إذا كانوا قد تلقوا أو التزموا بالتدخل المخصص. ومع ذلك، غالبًا ما يواجه المحققون الطبيون صعوبات في قبول تحليل ITT بسبب مشكلات التجارب السريرية مثل البيانات المفقودة أو الالتزام بالبروتوكول.

## لكل بروتوكول
يمكن أن يقتصر هذا التحليل على المشاركين الذين يستوفون البروتوكول فقط من حيث الأهلية والالتزام بالتدخل وتقييم النتائج. يُعرف هذا التحليل بتحليل «على العلاج» أو «لكل بروتوكول». يمثل تحليل لكل بروتوكول «أفضل سيناريو» للكشف عن تأثير الدواء قيد الدراسة. ومع ذلك، من خلال قصر التحليل على مجموعة مختارة من المرضى، فإنه لا يظهر جميع آثار الدواء الجديد. علاوة على ذلك، قد يتأثر الالتزام بالعلاج بعوامل أخرى تؤثر على النتيجة. وبناءً على ذلك، فإن التأثيرات لكل بروتوكول معرضة لخطر التحيز، في حين أن تقدير النية للعلاج ليس كذلك.

## معالجة البيانات المفقودة
واحدة من أهم المشاكل في تحليل التجارب السريرية هي حدوث التسرب. بموجب إعلان هلسنكي، يجب على المرضى في التجارب السريرية المشاركة طواعية تمامًا ويجب أن يكون لهم الحق في مغادرة المحاكمة في أي وقت. هذه الضرورة الأخلاقية تجعل البيانات المفقودة مشكلة حتمية للتجارب السريرية، وتتطلب طرق تحليل مناسبة لتفسيرها. نظرًا لأن المرضى غالبًا ما يتركون الدراسة لأنهم يجدون أن العلاج لا يعمل لصالحهم أو لأنه يسبب آثارًا جانبية ضارة، فإن البيانات المفقودة غالبًا ما ترتبط بفعالية العلاج أو سلامته. هذا النوع من التحيز في الاختيار يجعل التقييم الموثوق لنتائج التجارب السريرية أمرًا صعبًا بشكل خاص. تفترض طرق معالجة البيانات الناقصة افتراضات حول العلاقة بين التسرب ونتائج الدراسة من أجل تحقيق نتائج تحسب البيانات المفقودة. نظرًا لأن الافتراضات الكامنة وراء طريقة معينة قد تكون غير مناسبة لدراسة معينة، فإن الرعاية والخبرة مطلوبان لمعالجة المشكلة.